# Esther Mellinger
Esther Mellinger ou Esther Villela Mellinger (Belo Horizonte, 7 de agosto de 1938), é uma ex-atriz e psicóloga brasileira.

## Carreira
Iniciou sua carreira artística no ano de 1956, em teatro. Já em cinema estrearia em 1959 ao integrar o elenco de Orfeu Negro e Aí Vem os Cadetes. 
Sua consagração artística dar-se-ia com sua atuação em Vereda da Salvação (1964), no Teatro Brasileiro de Comédia, sob direção de Antunes Filho e atuando ao lodo de Cleyde Yáconis, Ruth de Souza, Aracy Balabanian, Raul Cortez, Lélia Abramo etc. Atuaria ainda em outras produções teatrais.
Em televisão participara de Beto Rockfeller (1968) na TV Tupi e em 1975 fez uma breve participação em  O Grito da TV Globo. Destacou-se por sua atuação em Os Gigantes (1979), também da TV Globo. 
Ainda no início dos anos de 1980, afastou-se da vida artística. Formou-se em psicologia.

## Filmografia

### Cinema
| Ano  | Título                   | Personagem |
| ---- | ------------------------ | ---------- |
| 1959 | Orfeu Negro              | —          |
| 1959 | Aí Vem os Cadetes        | —          |
| 1962 | Quero Morrer no Carnaval | —          |
| 1962 | Esse Rio Que Eu Amo      | —          |
| 1964 | Interpol Chamando Rio    | —          |
| 1964 | Seara Vermelha           | Gertrudes  |
| 1965 | Vereda da Salvação       | Artuliana  |
| 1967 | A Lei do Cão             | Alice      |
| 1972 | O Homem do Corpo Fechado | Dinorah    |

### Televisão
| Ano       | Título           | Personagem     | Notas                            |
| --------- | ---------------- | -------------- | -------------------------------- |
| 1968      | Beto Rockfeller  | Tânia          |                                  |
| 1975      | O Grito          | Dolores        | [ 5 ]                            |
| 1979-1980 | Os Gigantes      | Maria Oliveira | [ 6 ]                            |
| 1981      | Obrigado, Doutor | Rosa           | Episódio: "Um Cidadão em Perigo" |

## Teatro
- 1956 - Electra no Circo
- 1956 - Orfeu da Conceição
- 1956/1957 - Prima Dona
- 1957 - O Gato de Botas
- 1958 - Amigos de Viagem
- 1958 - Onde a Cruz Está Marcada
- 1959/1960 - Romance do Vilela
- 1964 - Vereda da Salvação
- 1965 - O Chão dos Penitentes[7]
- 1966 - O Sr. Puntila e Seu Criado Matti[8]
- 1967 - Simone de Beauvoir, Pare de Fumar, Siga o Exemplo de Gildinha Saraiva e Comece a Trabalhar
- 1968 - O Belo e as Feras
- 1969 - A Comédia Atômica[9]
- 1972 - Irene Satã

## Prêmios
| Ano  | Prêmio      | Indicação                                | Trabalho           | Resultado | ref    |
| ---- | ----------- | ---------------------------------------- | ------------------ | --------- | ------ |
| 1964 | Prêmio APCT | Melhor Atriz Revelação                   | Vereda da Salvação | Venceu    | [ 2 ]  |
| 1965 | Prêmio Saci | Melhor Atriz Coadjuvante em Peça Teatral | Vereda da Salvação | Venceu    | [ 10 ] |